# Apeadeiro de Guia

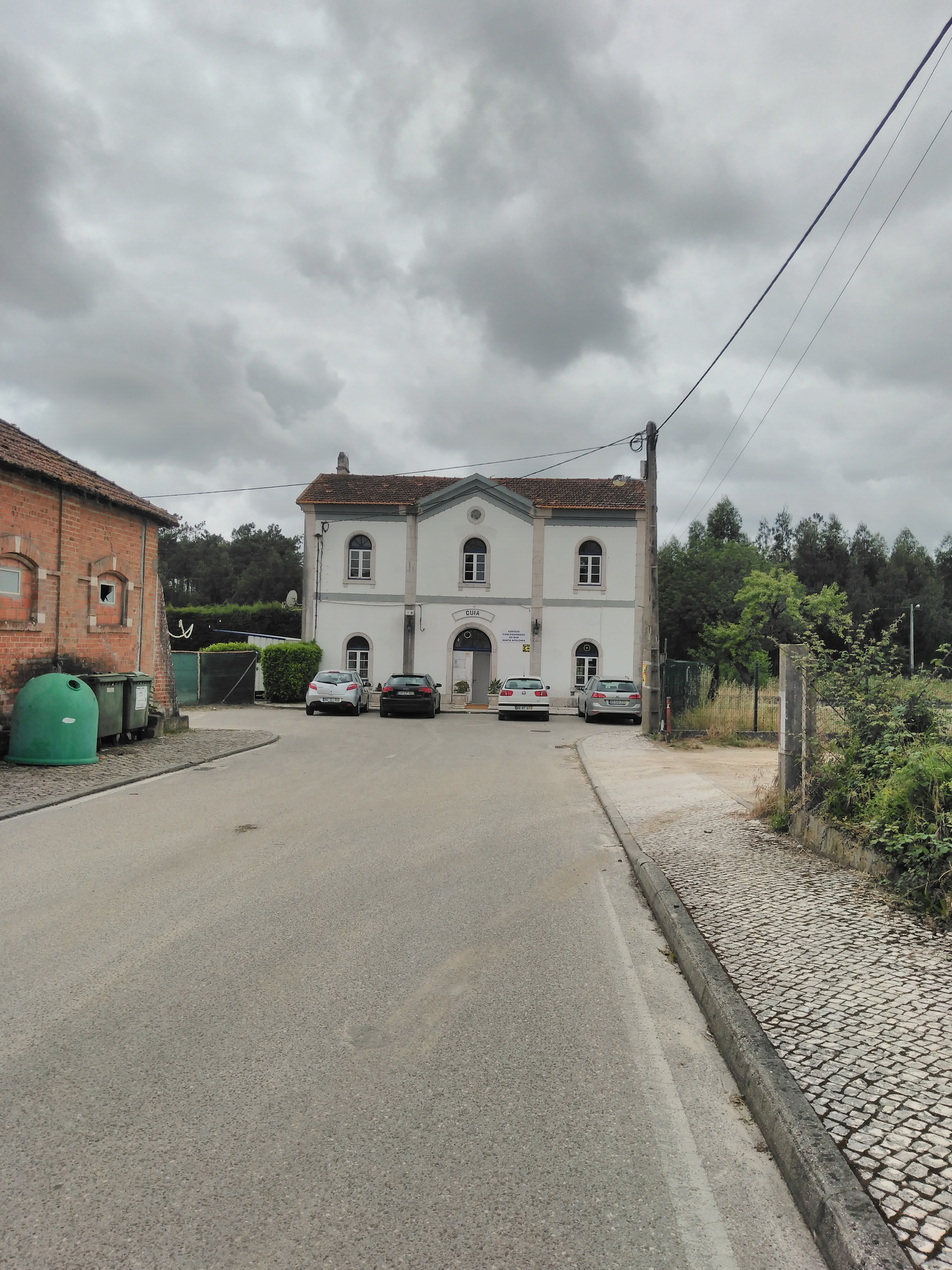
Apeadeiro de Guia, em 2018.

O Apeadeiro de Guia é uma gare da Linha do Oeste, que serve a localidade de Guia, no concelho de Pombal, em Portugal.

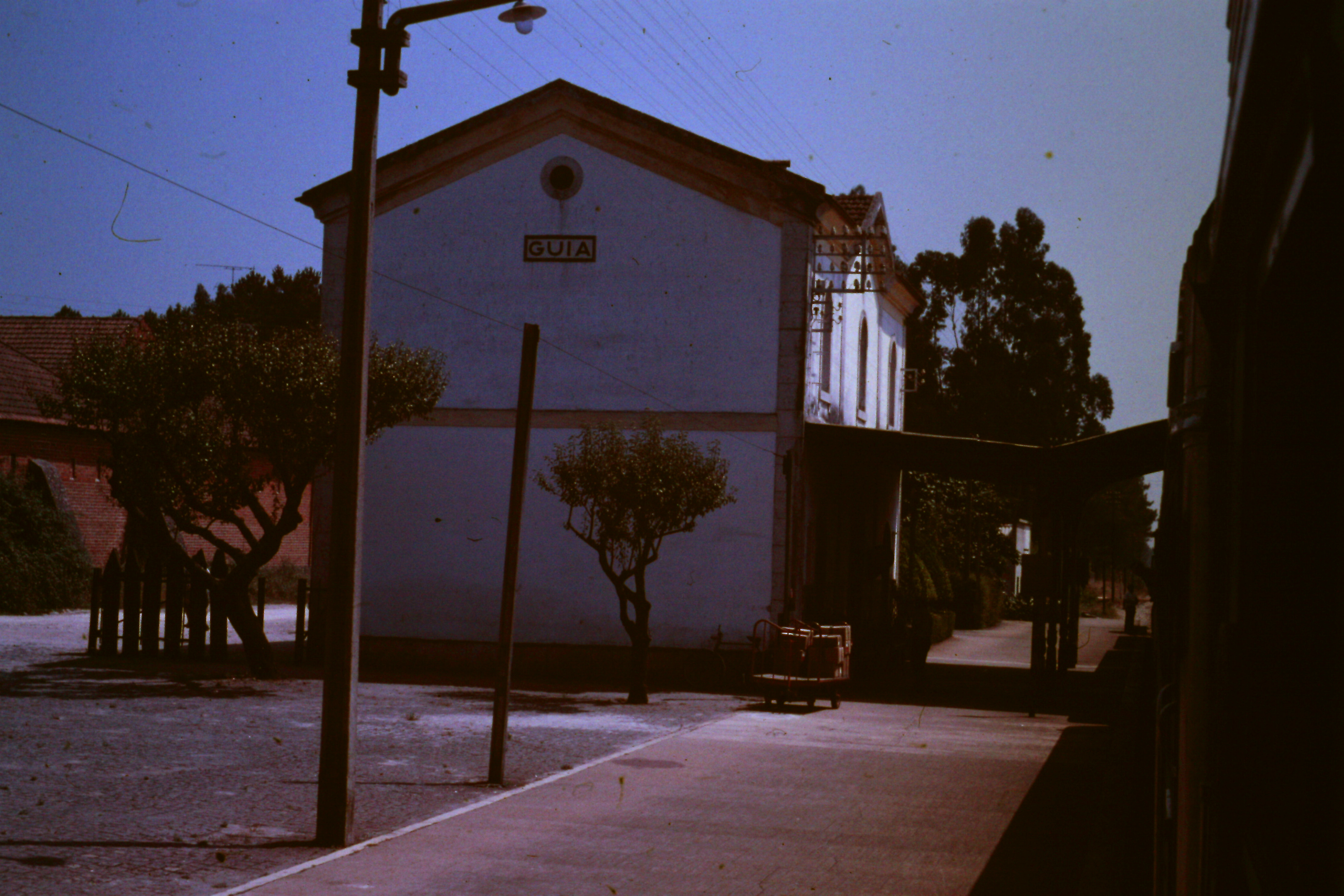
Edifício da estação, na década de 1980.

## Caracterização

### Serviço
Esta estação é servida por comboios de passageiros regionais e inter-regionais (Linha do Oeste) da CP com destino às estações das Caldas da Rainha, Coimbra-B, Figueira da Foz e Santa Apolónia.

## História
Este apeadeiro faz parte do lanço entre Leiria e Figueira da Foz da Linha do Oeste, que foi aberto à exploração pela Companhia Real dos Caminhos de Ferro Portugueses em 17 de Julho de 1888. Na década de 1970 este interface tinha a categoria de estação.